# Episodi de La que se avecina (prima stagione)
La prima stagione della serie televisiva La que se avecina è stata trasmessa in anteprima in Spagna da Telecinco tra il 22 aprile 2007 e il 22 luglio 2007.
| nº | Titolo originale                                       | Titolo italiano | Prima TV Spagna | Prima TV Italia |
| -- | ------------------------------------------------------ | --------------- | --------------- | --------------- |
| 1  | Mirador de Montepinar                                  |                 | 22 aprile 2007  |                 |
| 2  | Okupas, flechazos y un golpe en el garaje              |                 | 29 aprile 2007  |                 |
| 3  | Azulejos, un polígrafo y un paquete por correo         |                 | 6 maggio 2007   |                 |
| 4  | Un moroso, un secuestro y un armario en el rellano     |                 | 13 maggio 2007  |                 |
| 5  | Un romance, un marchoso y una vaca en el jardín        |                 | 20 maggio 2007  |                 |
| 6  | Un voyeur, una inspección y una tarjeta de crédito     |                 | 27 maggio 2007  |                 |
| 7  | Un reencuentro, un desalojo y un torneo de pádel       |                 | 3 giugno 2007   |                 |
| 8  | Mentiras, antidepresivos y una nevera de Troya         |                 | 10 giugno 2007  |                 |
| 9  | Un chantaje, una exclusiva y un escándalo inmobiliario |                 | 17 giugno 2007  |                 |
| 10 | Singles, gatillazos y un percance en la piscina        |                 | 1º luglio 2007  |                 |
| 11 | Un usufructo, un striptease y una visita al moroso     |                 | 8 luglio 2007   |                 |
| 12 | Celos, papilomas y una separación conflictiva          |                 | 15 luglio 2007  |                 |
| 13 | Sobornos, detenciones y un matrimonio de conveniencia  |                 | 22 luglio 2007  |                 |